# .lr
.lr  es Internet código de país dominio de nivel superior (ccTLD) para Liberia.  Antes de 2003, el registro fue limitado a aquellos con una presencia local y la intención de utilizar el dominio. Desde 2003 no existen  esas limitaciones.    .LR es el dominio de nivel superior (geográfico ccTLD) para Liberia. (el centro de información de red responsable de dominios .lr) no requiere dominios de segundo nivel específicos, como por ejemplo es el caso con la gama de dominio .uk. El nombre se basa en las dos primeras letras del nombre liberiano para Liberia.  El primer punto de registro de dominios de .lr fue en la Data Technology Solutions , en el futuro se hará el registro exclusivo por Internet Marketing Management Consulting (IMMC). Se permitirá el registro de dominios sencillos  y con  dos letras así como dominios con solo un número [3]. Nombres de dominio internacionalizados también son aceptados y se  permitirán  todos los diacríticos de Europa y cirílicos.
Fuente: Contrato con fecha de 6.02.2003 entre el Gobierno de Liberia y Don Hans Ralph Lohkamp.